# Bergön (Kalix)
Bergön is een Zweeds eiland behorend tot de Kalix-archipel. Het eiland ligt 20 kilometer ten zuiden van de plaats Töre. Het eiland heeft geen oeververbinding en afgezien van een enkele overnachtingsplaats is er geen bebouwing. Het eiland dankt zijn naam aan twee vrije hoge heuvels, die meer dan 30 meter boven het zeeniveau uitstijgen: de Storberget (grote berg) en de Rödberget (rode berg). Op het eiland zijn drie havens, maar deze zijn alle drie moeilijk te bereiken, door de rondcirkelende wind en de geringe diepte van het vaarwater.
In 2011 werd de haalbaarheid van de bouw van een windmolenpark onderzocht. Er zouden 31 windmolens gebouwd worden die meer energie zouden opwekken dan de gemeente Kalix consumeerde in 2009. Het windmolenpark zou de naam Luleå gaan dragen. Volgens de Amerikaanse organisatie Arctic Infrastructure Inventory werden de kosten geraamd op $ 354 mln.